# Pinanga hymenospatha
Pinanga hymenospatha là loài thực vật có hoa thuộc họ Arecaceae. Loài này được Hook.f. miêu tả khoa học đầu tiên năm 1892.